# Sultanat de Habar Yonis
Habar Yonis (o Habar Yoonis) fou un sultanat del clan habar yoonis dels Somalis, governat per la família Reer Sugule, de la branca caynanshe del clan. Es va fundar a finals del segle xviii. S'estenia pel Togdheer, la regió al sud-est de Berbera entre Burao i la frontera amn Etiòpia.
El primer sultà fou Diiriye Suguule (nascut vers 1760- mort el 1840 o 1844) que va governar fins a la seva mort i fou el creador d'algunes variants de la llengua somali i de diversos proverbis o dites.
A la seva mort el va succeir Amaan Sultan Diiriye (nascut 1790- mort 1854), i a aquest el sultà Xirsi Sultan Amaan (nascut 1824- mort 1879), sobirà guerrer que va establir un estat centralitzat i va imposar taxes a la costa de Berbera i Bulaxaar; va encunyar la paraula somali "sed boqortooyo"; fou reconegut pel Xa (shah) qajar de Pèrsia per oposar-lo al poder del sultanat de Zanzíbar (1857) i cada any rebia regals de la cort persa; va estendre els seus dominis cap al sud-oest fins al Galbeed en lluita contra Kuumbo. Va morir en combat contra el seu cosí Guuleed Xaaji, i la seva mort fou reconeguda com a heroica fins pels seus enemics els kuumubs.
El va succeir Cawd (o Awd) Sultan Diiriye (nascut 1830-mort 1899) que va morir en un combat contra el clan rival dels ogadenis i la successió va passar a Madar Xirsi Amaan, al que el Mad Mullah va enviar una delegació demanant el seu suport a la guerra santa; però Amaan va rebutjar aquest suport i secretament va demanar ajut als britànics; Mullah se'n va assabentar i va aconseguir que els habar yonis deposessin al sultà que fou substituït per un cosí, favorable a la causa, de nom Nuur Axmed Amaan (nascut 1844-mort 1910), que va assolir el poder, i es va posar al costat dels daraawiish. Va governar durant uns 10 anys i a la seva mort en combat el va succeir el seu fill Doolaal Sultan Nuur (nascut vers 1866, mort 1917) que igualment va morir en combat. Llavors Madar Xirsi Amaan (nascut 1876-mort 1938) va tornar al poder.

## Llista de sultans
- Diiriye Suguule vers 1800-1840/1844
- Amaan Sultan Diiriye 1840/1844-1854
- Xirsi Sultan Amaan 1854-1879
- Cawd Sultan Diiriye 1879-1899
- Madar Xirsi Amaan 1899
- Nuur Axmed Amaan 1899- 1910
- Doolaal Sultan Nuur 1910-1917
- Madar Xirsi Amaan -1917-1938
- Cali Sultan Madar 1938-1979
- Cismaan Sultan Cali Sultan Madar 1979-

Una segona branca de sultans habar yonis va governar un altre territori. Vegeu Sultanat de Reer Odweyne.